# Dante Maggio
Dante Maggio (* 2. März 1909 in Neapel; † 3. März 1992 in Rom) war ein italienischer Schauspieler.

## Leben
Maggio kommt aus einer Schauspielerfamilie; wie seine Geschwister Pupella, Rosalia, Beniamino und Enzo sowie Neffe Vincenzo begann er in den 1930er Jahren mit neapolitanischen Farcen und Komödien auf den Bühnen und Straßen seiner Heimatstadt. 1947 erhielt er ein erstes Filmangebot; oft war er neben seinem Kollegen Totò zu sehen. Später übernahm er in zahlreichen Genrefilmen Rollen, die ihn als kauzigen Alten, Barmann oder Totengräber zeigten, so zum Beispiel als Zellengenosse Indios in Für ein paar Dollar mehr (1965). Im deutschsprachigen Raum kennt man ihn vor allem in der Rolle des alten Piraten „Bill Bones“ aus dem 1. Teil des ZDF-Abenteuervierteilers Die Schatzinsel aus dem Jahre 1966, in dem man ihn u. a. neben Michael Ande und Ilsemarie Schnering sah. Insgesamt war er in über 110 Filmen zu sehen. Maggio starb am Tag nach seinem 83. Geburtstag.
In einigen Filmen benutzte er das Pseudonym Dan May.

## Filmografie (Auswahl)
- 1947: Die Abenteuer des Pinocchio (Le avventure di Pinocchio)
- 1948: Der geheimnisvolle Chevaliere (Il cavaliere misterioso)
- 1948: Straßenträumereien (Molti sogni per le strade)
- 1949: Der Wolf der Silaberge (Il lupo della Sila)
- 1950: Der tolle Juxbaron (47 morto che parla)
- 1950: Kein Friede unter den Olivenbäumen (Non c'e pace tra gli ulivi)
- 1950: Der Göttergatte (Prima comunione)
- 1950: Lichter des Varieté (Luci del varietà)
- 1952: Das Lied vom Verrat; auch: Stadt ohne Moral (Processo alla citta)
- 1952: Don Lorenzo
- 1952: Andere Zeiten (Altri tempi)
- 1952: Wir tanzen auf dem Regenbogen (Senza veli)
- 1953: Verzeih mir! (Perdonami)
- 1955: Unterm Leuchtturm der Liebe (La Rossa)
- 1957: Mein Allerwertester (Toto, Vittorio e la dottoressa)
- 1958: Rebell ohne Gnade (Capitan Fuoco)
- 1960: David und Goliath (David e Golia)
- 1962: Boccaccio '70
- 1963: Rififi in Tokio (Rififi a Tokyo)
- 1964: Die Rache der Gladiatoren (La vendetta dei gladiatori)
- 1964: Der Besuch (La visita)
- 1964: Für ein paar Dollar mehr (Per qualche dollaro in più)
- 1965: 30 Winchester für El Diabolo (30 Winchester per El Diablo)
- 1965: Il piombo e la carne
- 1966: 3 Kugeln für Ringo (Tre colpi di Winchester per Ringo)
- 1966: Unser Boß ist eine Dame (Operazione San Gennaro)
- 1966: Die Schatzinsel, 1. Teil: Der alte Freibeuter
- 1967: Rocco – der Einzelgänger von Alamo (Ballata per un pistolero)
- 1967: Wanted Johnny Texas (Wanted Johnny Texas)
- 1968: Die Abenteuer des Kardinal Braun
- 1968: Django – den Colt an der Kehle (Chiedi perdono a Dio... non a me)
- 1968: Hölle vor dem Tod (Comandamenti per un gangster)
- 1968: Lauf um dein Leben (Corri uomo corri)
- 1968: Schlacht um Anzio (Lo sbarco di Anzio)
- 1968: Die tolldreisten Kerle vom Löschzug 34 (I due pompieri)
- 1970: Die Clowns (I clowns)
- 1970: Robin Hood und die Dämonen des Satans (Una spada per Brando)
- 1971: Black Killer (Black killer)
- 1971: Weihwasser Joe (Acquasanta Joe)
- 1971: Der Mörder des Klans (Prega il morto e ammazzo il vivo)
- 1972: Ein Hosianna für zwei Halunken (Trinità e Sartana figli di...)
- 1972: 100 Fäuste und ein Vaterunser (Alleluja e Sartana figli di... Dio)
- 1972: Der Mann mit der Kugelpeitsche (Il mio nome è Shanghai Joe)
- 1972: Dein Wille geschehe, Amigo (Così sia)
- 1973: Der Barmherzige mit den schnellen Fäusten (Sentivano… uno strano, eccitante, pericoloso puzzo di dollari)
- 1973: Fünf Rätsel bis zum Tod (Una vita lunga un giorno)
- 1973: Die Halunken (Le cinque giornate)
- 1973: Der Mann mit der Kugelpeitsche (Il mio nome è Shangai Joe)
- 1973: Wenn Engel ihre Fäuste schwingen (Fuori uno sotto un altro… arriva il Passatore)
- 1973: Ci risiamo, vero Provvidenza?
- 1974: Dicke Luft in Sacramento (Di Tresette ce n'è uno, tutti gli altri son nessuno)
- 1975: Diagnosi (Fernseh-Mehrteiler)